# Phallales
Phallales è un ordine dei funghi Basidiomiceti che raggruppa specie i cui carpofori possiedono forme piuttosto varie e talvolta curiose.

## Famiglie di Phallales
Appartengono all'ordine le seguenti famiglie:
- Clathraceae
- Geastraceae
- Gomphaceae
- Hysterangiaceae
- Phallaceae
- Ramariaceae

## Galleria d'immagini

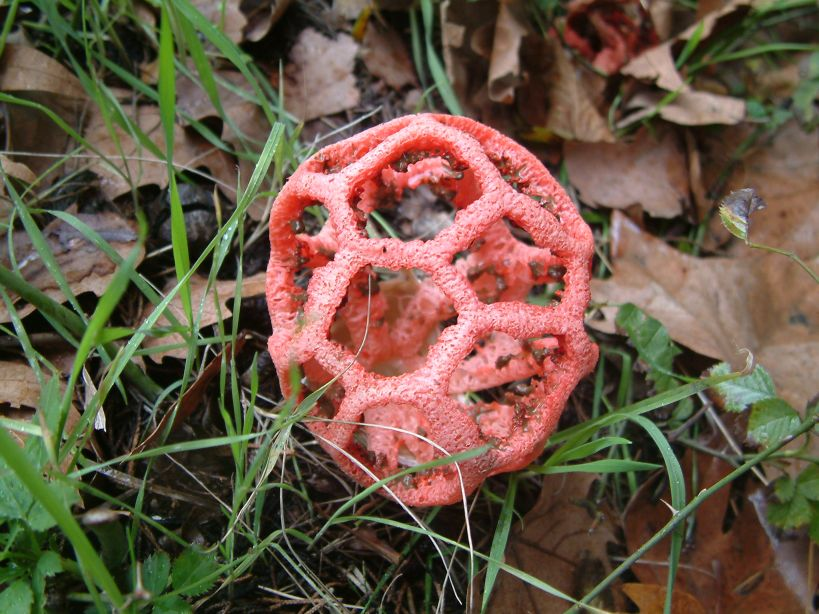
Clathrus ruber Fam. Clathraceae
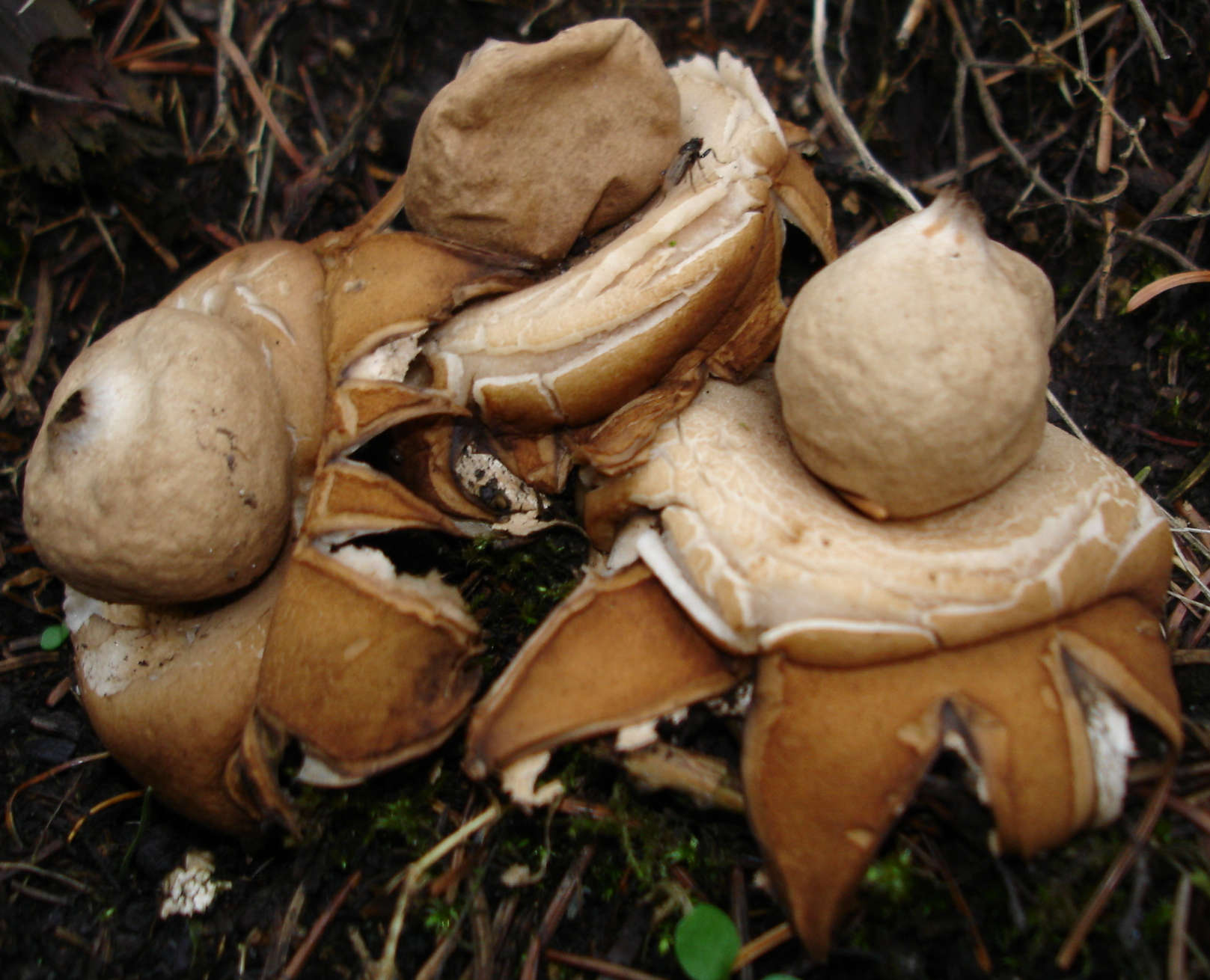
Geastrum triplex Fam. Geastraceae
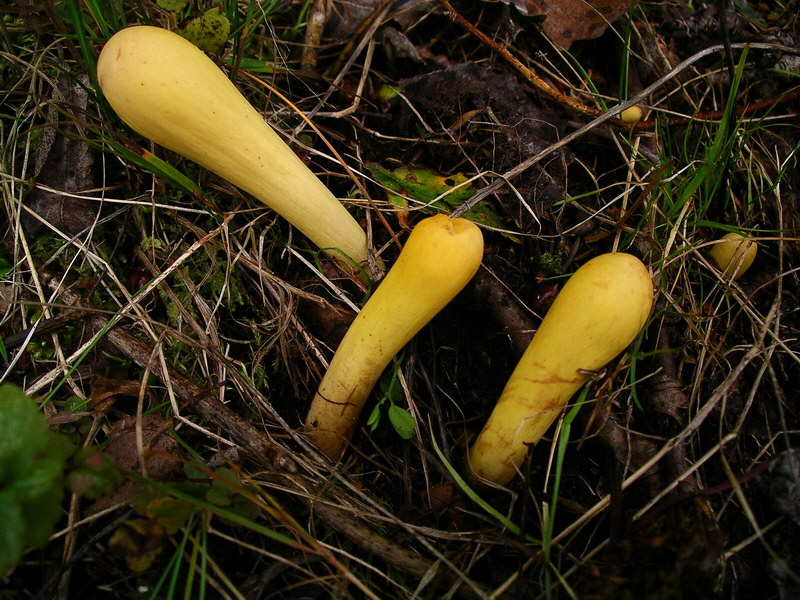
Clavariadelphus pistillaris Fam. Gomphaceae
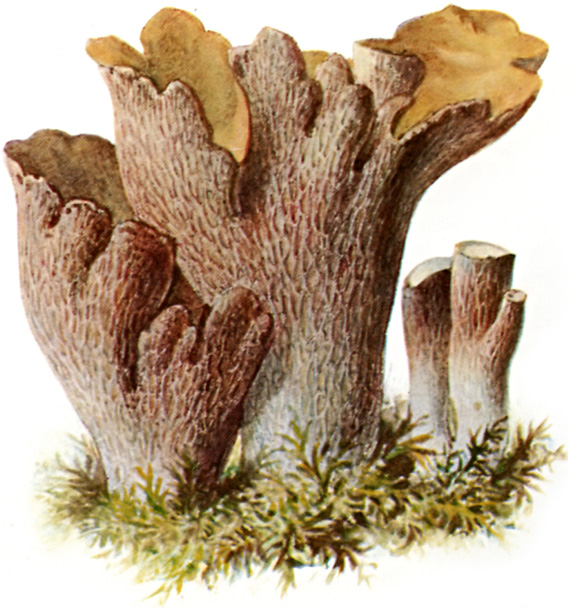
Gomphus clavatus Fam. Gomphaceae
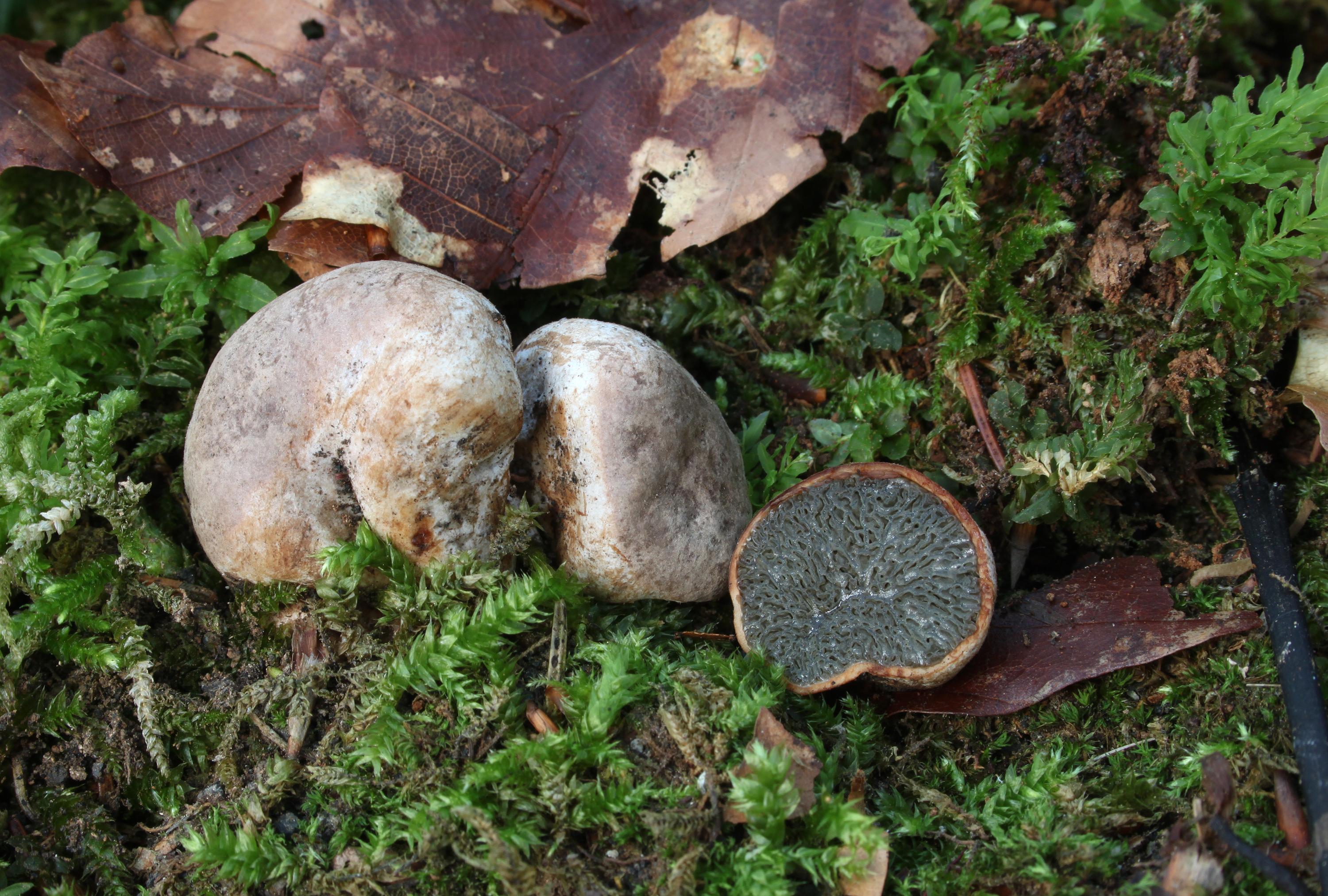
Hysterangium stoloniferum Fam. Hysterangiaceae
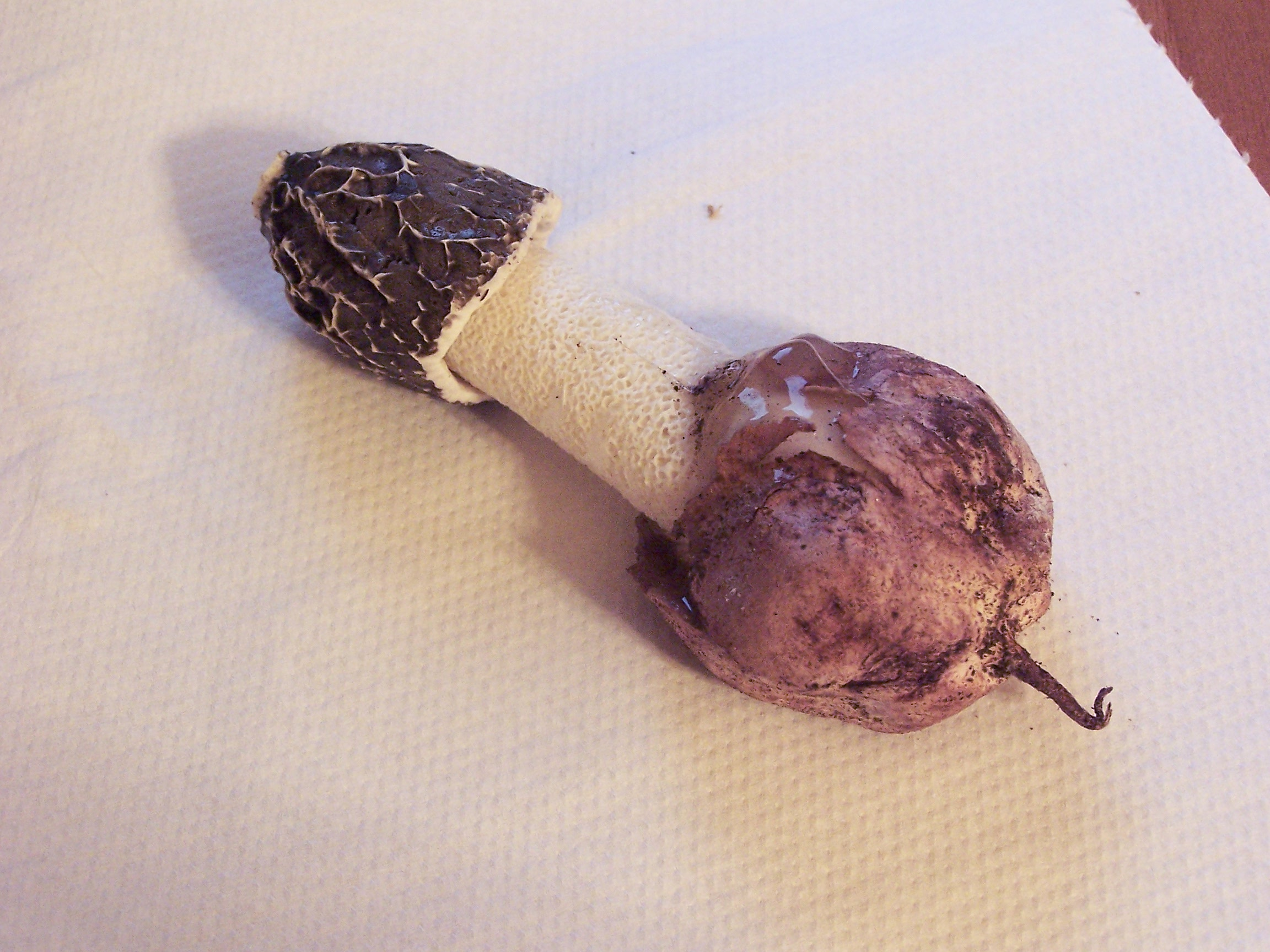
Phallus hadriani Fam. Phallaceae